# أمبروز أبوت
أمبروز أبوت (بالإنجليزية: Ambrose Abbott)‏ هو سياسي أمريكي، ولد في 1813، وتوفي في 1882. انتخب عضو مجلس ولاية مين.